# Альфред (циклон)
Циклон «Альфред» (англ. Cyclone Alfred) — потужний та довготривалим тропічний циклон, який завдав серйозних наслідків південно-східному Квінсленду та північному узбережжю Нового Південного Уельсу. Будучи сьомим названим штормом і шостим сильним тропічним циклоном сезону циклонів в Австралійському регіоні 2024–25 рр., Альфред виник із тропічного мінімуму в Кораловому морі 20 лютого.
Одна з найбільш значущих погодних явищ у новітній історії Австралії, циклон «Альфред» спонукав до попереджень та евакуації в південно-східному Квінсленді та північній частині Нового Південного Уельсу, який рідко зазнає прямого впливу тропічних циклонів. Однак він вплинув на узбережжя як більш слабка система, ставши тропічним мінімумом незадовго до виходу на берег 8 березня; однак його залишки принесли сильні дощі та повені в регіон.
Повідомляється про щонайменше одного загиблого через циклон ще чотири людини вважаються зниклими безвісти. Також повідомляється про кілька поранених, в основному через зіткнення на дорозі за участю Сил оборони Австралії, яке сталося через шторм. Альфред завдав економічних збитків на 1,2 мільярда австралійських доларів (759 мільйонів доларів США ).

## Метеорологіча історія

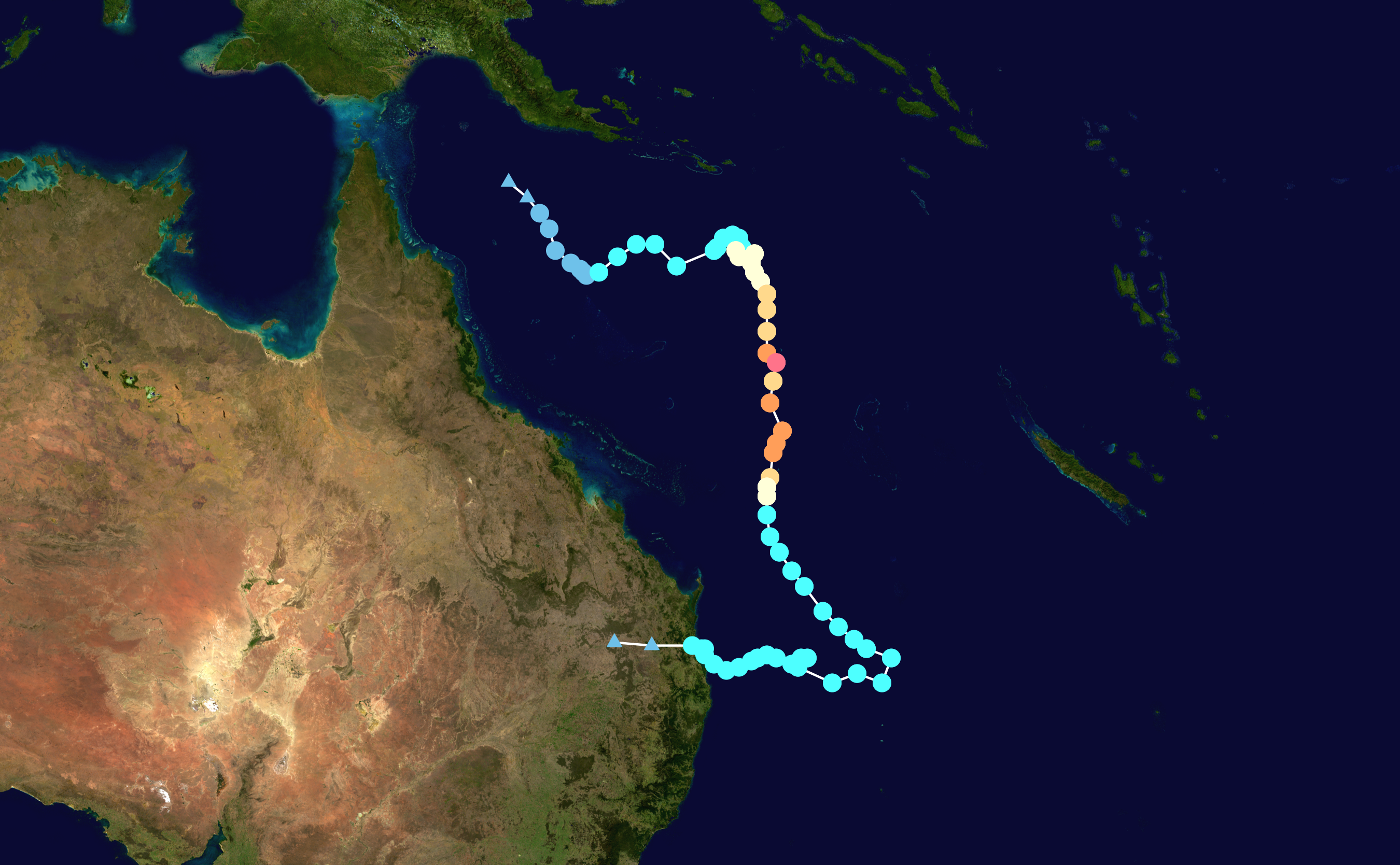
Карта шляху і інтенсивності Циклону Альфред

20 лютого Бюро метеорології зафіксувало тропічний мінімум у Кораловому морі. Очікувалося, що мінімум спочатку назване агентством як Tropical Low 22U, переросте в тропічний циклон протягом наступних кількох днів. Через два дні Об'єднаний центр попередження про тайфуни, який неофіційно спостерігає за всіма басейнами тропічних циклонів, включаючи австралійський регіон, оновив систему до тропічного шторму за шкалою Саффіра-Сімпсона (SSHWS). Спочатку Бюро залишив його як тропічний мінімум; однак близько 16:20 за східним часом система посилилася до 1 категорії, їй присвоїли назву Альфред. Оскільки циклони називалися в алфавітному порядку, Ентоні спочатку було наступним іменем, яке починалося з А, але BOM вирішив перейти на Альфред, щоб уникнути будь-яких асоціацій або плутанини з прем’єр-міністром Ентоні Албанізі.
Протягом наступних кількох днів шторм продовжував рухатися на схід і був підвищений до тропічного циклону 2 категорії за шкалою Австралії о 16:00 за східним часом 24 лютого. Коли Альфред повернув на південь, він також продовжував посилюватися, досягнувши статусу 3 категорії 26 лютого о 22:00 за східним стандартним часом. Наступного дня BOM підвищив Альфреда до циклону 4 категорії, оскільки маленьке око з’явилося на супутникових зображеннях. Пізніше тієї ночі відбувся цикл заміни очної стінки (ERC), що спонукало Альфреда коливатися між 3 та 4 категоріями 1 березня, перш ніж наступного дня ослабити до 1 категорії. Потім він коливався між 1 та 2 категоріями протягом наступних трьох днів, коли звивався біля узбережжя. О 23:30 за східним стандартним часом (13:30 UTC) 7 березня Альфред вийшов на острів Мортон зі швидкістю вітру 75 км/год (45 миль/год). О 06:45 за східноєвропейським стандартним часом 8 березня Альфред був знижений до тропічного мінімуму перед перетином материка.
Циклон вразив частину південного Квінсленда та північну частину Нового Південного Уельсу, які не знаходяться в тропіках, хоча зазвичай такі циклони виникають у тропічній зоні. Кліматологи кажуть, що такі позазональні циклони стають частішими через зміну клімату.

## Вплив
6 березня, приблизно о 15:00, надійшло повідомлення про зникнення гідроцикла, який знайшли біля Бродбіча, Квінсленд. Того дня в області пройшли сильні зливи.

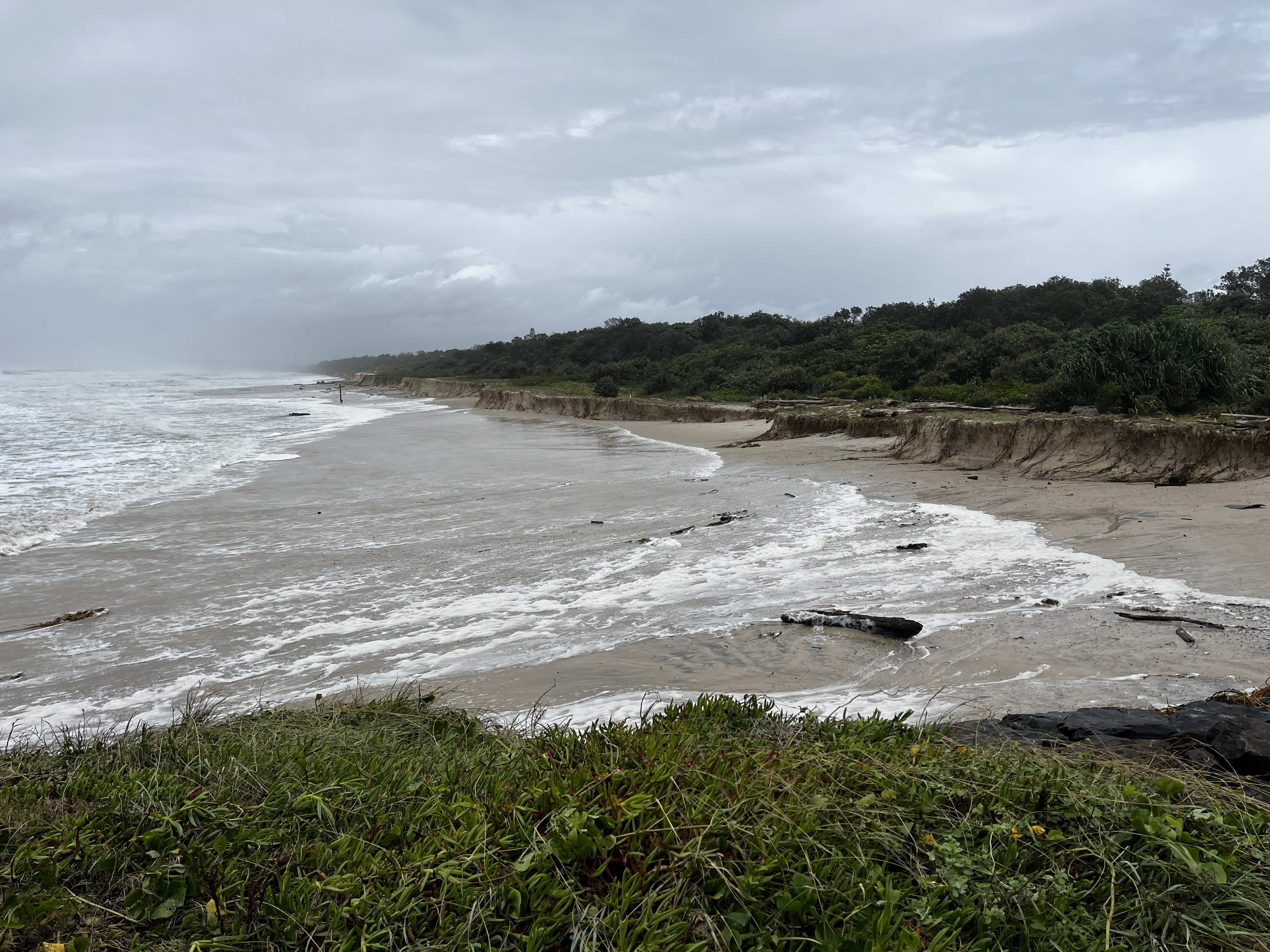
Ерозія узбережжя на головному пляжі Брансвік Хедс

Пориви понад 100 км/год (62 милі/год) були зареєстровані в районі Голд-Кост і Байрон-Бей між 12:00 і 08:00 за східним часом 7 березня. Через сильний вітер у Кіррі впали великі сосни. До 15:00 за східним стандартним часом 80 000 об’єктів у Квінсленді та Новому Південному Уельсі були знеструмлені. У районі Північних річок почалися масштабні перебої в електропостачанні: 43 000 будинків залишилися без електроенергії через падіння дерев на лінії електропередач протягом ночі. Чоловік зник безвісти, а пізніше був знайдений мертвим після того, як його машину знесло паводкові води в Дорріго, Новий Південний Уельс. 12-річна дівчинка зникла безвісти в Редленд-Бей, Квінсленд. У Лісморі, Новий Південний Уельс, зіткнення за участю двох автомобілів Австралійських сил оборони призвело до поранень 36 людей, вісім із яких отримали серйозні поранення, а ще двоє отримали поранення. У Голд-Кості жінка була поранена, а ще 20 людей були евакуйовані після того, як циклон відірвав дах багатоквартирного будинку, а пара отримала незначні травми, коли дерево врізалося в стелю їх спальні. У Брісбені міським комунальним службам довелося спустити необроблені каналізаційні води в річку Брісбен, оскільки критично важливий проект був переповнений зливовою водою, що змусило їх видати попередження між парком Лукас і заповідником Колмслі-Біч уздовж річки.
Альфред залишив понад 300 000 будинків і підприємств без світла і завдав серйозної шкоди пляжам Голд-Кост і Саншайн-Кост.. 

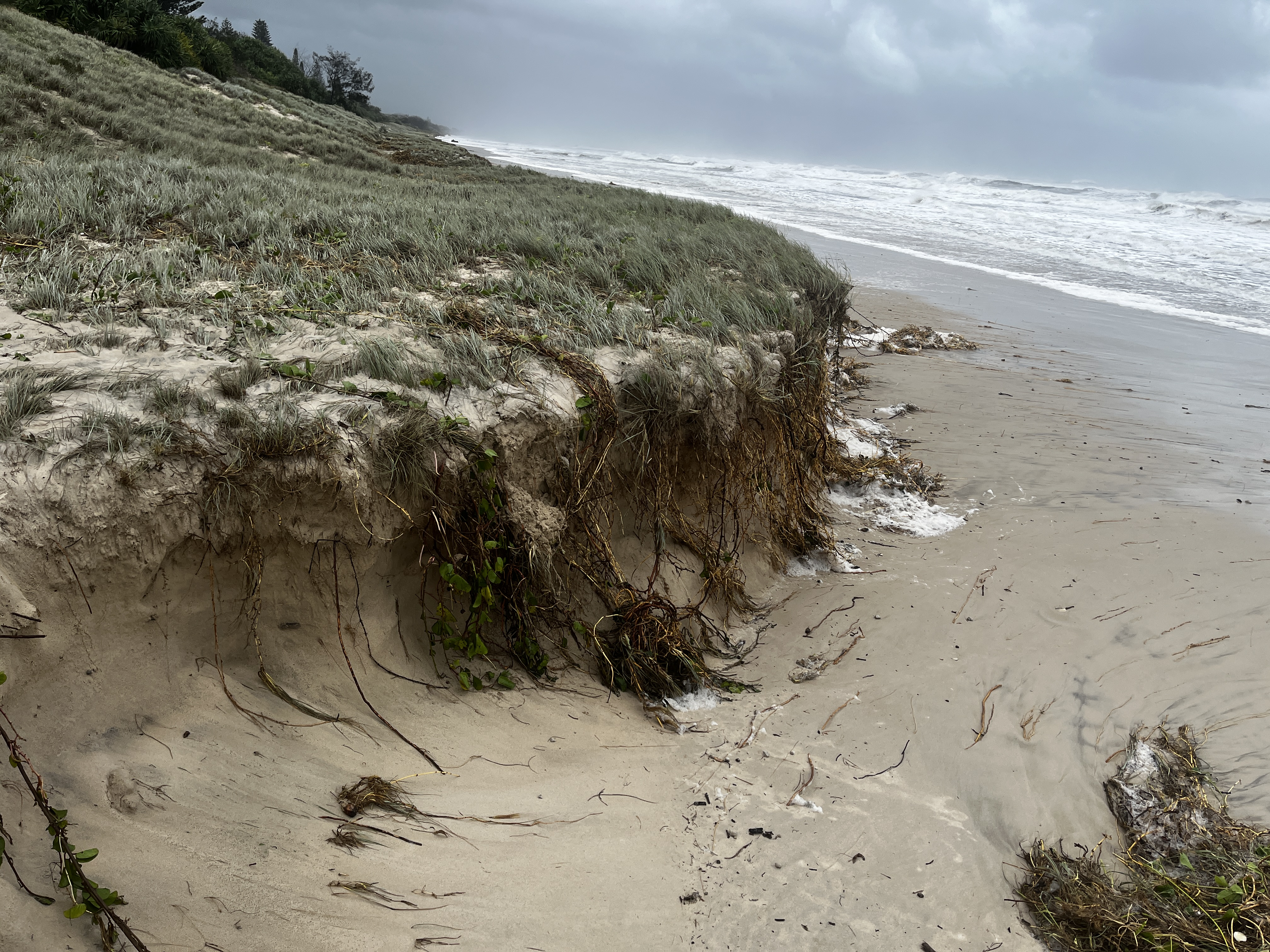
Берегова ерозія на берегах океану

Циклон спричинив ерозію шести мільйонів кубічних метрів піску з пляжів Голд-Кост. Міська рада Голд-Кост сподівалася відремонтувати свої пляжі до Великодня, щоб не вплинути на туризм.

## Критика
Лідера ліберальної опозиції Пітера Даттона та мера Голд-Кост Тома Тейта критикували під час кризи. Пітер Даттон вилетів зі свого місця в Діксоні до Сіднея, щоб відвідати благодійну вечерю, організовану бізнесменом Джастіном Холмсом, і зібрав понад 500 000 доларів для Коаліції. Даттон скасував решту зустрічей зі збору коштів на наступний день після того, як пролунала критика на його адресу.. Том Тейт їздив до Лас-Вегаса , щоб подивитися гру Національної футбольної ліги, і повернувся на Голд-Кост лише після того, як циклон пройшов.